# 第一次北方战争
第一次北方战争，又称北方七年战争，1563年至1570年期间，发生在瑞典与丹麦、吕贝克、波兰立陶宛联邦之间的战争。战争的主角是瑞典和丹麦，战争的动因是争夺波罗的海海上霸权。瑞典发展为新兴海上强国，其过去的宗主国丹麦则图谋遏制瑞典，并于1563年联合吕贝克、波兰立陶宛联邦进攻瑞典。瑞典则打破封锁。1570年双方签订《什切青和约》。丹麦遏制瑞典的图谋失败。
另外一個 1654-1667 的十三年戰爭，也被稱為 第一次北方戰爭，First Nothern War 有兩種可能。